# Transplante renal
O transplante renal é uma das terapias de substituição renal em indivíduos portadores de doença renal crônica terminal por proporcionar melhor qualidade de vida aos pacientes, assim como uma redução do risco de mortalidade quando comparados a pacientes em terapia renal substitutiva, sendo hemodiálise e diálise peritoneal.

## Tipos de doadores
Na prática do transplante renal, os rins podem ser provenientes de dois ou mais tipos de doadores: 
- Doador vivo: indivíduo sem comorbidades no qual concede a doação do rim para um familiar até quarto grau (pai, mãe, irmãos, filhos, avós, netos, tios e sobrinhos) ou cônjuge (esposa ou esposo). A doação renal também pode ser realizada entre pessoas não relacionadas porém para que está ocorra é necessária autorização judicial.[5]

- Doador falecido: indivíduos com diagnóstico de morte encefálica através da realização de 02 exames clínicos e 01 exame de imagem e autorização familiar.

### Animal
Em 2021, uma equipa médica transplantou um rim de porco geneticamente modificado num humano. Foi uma experiência num paciente em morte cerebral, mas que abre portas à utilização de rins de porco em doentes com falência renal crítica.
A experiência decorreu no Centro Médico Langone Health da Universidade de Nova Iorque e envolveu um paciente em estado de morte cerebral que tinha disfunção nos rins. Os cientistas transplantaram o rim de porco no paciente no exterior do seu corpo, para permitir a observação durante um período de 54 horas.
Antes disso, os cientistas alteraram os genes do porco, nos tecidos do rim, para eliminar a molécula conhecida por despoletar a quase imediata rejeição do órgão por parte do corpo humano. Essa modificação genética surtiu efeito, uma vez que o sistema imunitário do paciente não rejeitou o rim de porco.
O órgão produziu a quantidade de urina esperada num rim humano transplantado.
Em março de 2024, no Hospital Geral de Massachusetts foi feito o primeiro transplante de rim de porco geneticamente modificado num ser humano, sendo que os primeiros testes foram em pacientes já em morte cerebral. O paciente que já tinha feito um transplante de rim no mesmo hospital, decorria o ano de 2018, teve de voltar à diálise em 2023, quando o rim transplantado mostrou sinais de falha. O paciente morreu em maio de 2024, o hospital informou não ter indicações de que tivesse morrido em resultado do transplante.
Em novembro de 2024, uma mulher americana beneficiou de um transplante de rim de porco geneticamente modificado. Ao fim de 4 meses teve de retirar o órgão porque o organismo começou a rejeitá-lo, um período recorde neste tipo de intervenções. Até à data, nenhum doente tinha conseguido sobreviver mais de dois meses após um transplante deste tipo.

## Testes Imunológicos
Para realização de transplante de renal é necessário a compatibilidade ABO e outros exames imunológicos, como tipificação HLA e prova cruzada.
Os transplantes de rim de doadores vivos com compatibilidade HLA são mais bem-sucedidos do que aqueles de doadores falecidos.
O rim transplantado é colocado na fossa ilíaca do paciente e o ureter é fixado à bexiga e anastomose ao ureter do receptor. A artéria e a veia renais são unidas à artéria e à veia ilíacas externas, respectivamente.

## Dados epidemiológicos
Um estudo realizado nos Estados Unidos mostra que pessoas doam um dos rins vivem tanto quanto aquelas que possuem os dois rins.
Segundo estudo publicado na Nature, cerca de 27 mil transplantes renais são feitos anualmente no mundo, sendo 39% do total de transplantes. Estados Unidos, Brasil, Irã, México e Japão de um grupo 69 países registram o maior volume desse tipo de transplante.
Conforme dados da Associação Brasileira de Transplantes de Órgãos (ABTO), o Brasil ocupa a segunda posição em número de transplantes renais no mundo. Em 2013, foram realizados no Brasil 5447 transplantes renais, sendo 1382 provenientes de doadores vivos e 4065 doadores falecidos.
O primeiro transplante renal bem-sucedido foi feito em 1954, em Boston, pela equipe do cirurgião Joseph Murray, que receberia o Prêmio Nobel de Medicina em 1990. O recipiente, Richard Herrick, faleceu oito anos após o transplante; e o doador era seu gêmeo univitelino.
Em Portugal, a primeira transplantação de órgãos foi realizada em 20 de julho de 1969, nos Hospitais da Universidade de Coimbra quando uma equipa médica liderada pelo cirurgião Linhares Furtado fez um transplante renal com dador vivo, intervenção pioneira, na altura, no país.
Onze anos mais tarde, em 1980, foi feito o primeiro transplante, também de rim, proveniente de um dador cadáver.
A OMS estima que cerca de 10% dos transplantes realizados no mundo sejam ilegais.

## Imunossupressão
A terapia imunossupressora pode ser dividida em regime de indução e manutenção. A terapia de indução é iniciada no pré ou intraoperatório e incluem anticorpos monoclonais e anticorpos policlonais.
A terapia de manutenção é composta pelos inibidores de calcineurina, agentes  antimetabólicos e antiproliferativos, e corticoesteroides.
Os agentes antimetabólicos são compostos por: azatioprina, micofenolato mofetil e micofenolato sódico.
Os inibidores de calcineurina são compostos por: ciclosporina e tacrolimo.
Toxicidade associada aos regimes imunossupressores: 
- Inibidores da calcineurina: hirsutismo, alopécia, distúrbios neurológicos, insônia, hipertensão arterial sistêmica, disfunção renal aguda, disfunção renal crônica, distúrbios hidroeletrolíticos, diabetes mellitus pós-transplante, dislipidemia, anemia e neoplasias.

- Micofenolato: distúrbios gastrointestinais.

- Sirolimo/Everolimo: edema pulmonar, hipertensão arterial sistêmica, edema em extremidades, acne, hipertrigliceridemia.

- Azatioprina: leucopenia, hepatite e anemia.

## Cuidados após o transplante renal
Apesar de proporcionar uma melhor qualidade de vida aos portadores de doença renal crônica terminal, após o transplante renal é necessário um plano de cuidados, que deve ser adotado pelos pacientes transplantados renais. Dentre os cuidados a serem adotados podemos listar: 
- Imunossupressão: até 2023, todos os pacientes submetidos a transplante necessitavam da administração de imunossupressores que consistem em medicamentos que possuem o objetivo de diminuir a possibilidade de rejeição do enxerto. Estes medicamentos deverão ser administrados corretamente, conforme a prescrição médica e não é recomendado serem descontinuados. Em 2023 no Reino Unido com Células estaminais foi possível "reprogramar" o sistema imunitário para não rejeitar o novo órgão.[12]

- Alimentação: após o transplante renal é recomendado evitar a ingestão de alimentos com alto teor de sódio, como embutidos e enlatados, alimentos gordurosos como as frituras. Recomenda-se uma alimentação baseada da ingestão de frutas, verduras, legumes e alimentos cozidos, assados e grelhados.

- Cuidados com raios solares: orienta-se evitar o sol das 10 horas da manhã até 16 horas, período no qual ocorre a maior incidência de raios solares.

- Vacinação: é recomendado a administração das seguintes vacinas: influenza tipo A e B, dupla adulto, pneumocócica, hepatite B, meningocócica e hepatite A. As vacinas de varicela zoster, influenza intranasal, BCG, febre amarela e rubéola não são recomendadas para esta população.

- Animais de estimação: é possível a presença de animais de estimação como cães e gatos, porém os mesmos devem ser vacinados e vermifugados periodicamente.